# Kjell Bloch Sandved
Kjell Bloch Sandved (Strandebarm, 20 de octubre de 1922 - Washington D. C., 20 de diciembre de 2015) fue un fotógrafo y divulgador científico noruego. Su trabajo más conocido es el Butterfly Alphabet (Alfabeto de Alas de Mariposa), en el que fotografía una serie de patrones de dibujo de las alas de diversas mariposas que reproducen todas las letras del alfabeto latino y las 10 cifras árabigas.

## Vida y Trabajo
En 1960 Sandved emigró de Noruega a los Estados Unidos, donde trabajó desde entonces para el Museo Nacional de Historia Natural del Instituto Smithsoniano en Washington D. C.. Sus viajes fotográficos le llevaron a Brasil, Congo, Papúa Nueva Guinea y Filipinas. En 1975 publicó su Alfabeto en el Smithsonian Magazine, revista oficial del Instituto. Desde entonces tras su Alfabeto de Alas de Mariposa, ha seguido confeccionando una serie de libros de naturaleza, entre ellos, sobre insectos y hojas. También ha trabajado en libros de música.

## Obra
Kjell Bloch Sandved ha publicado dos enciclopedias y coeditado nueve libros.
- Sandved, Kjell B.; Brian Cassie (autor). A World Of Butterflies (Un Mundo de Mariposas). Robert Michael Pyle (colaborador). 432 pg.
- Sandved, Kjell B. (1996). The Butterfly Alphabet. pp. 64 pg.
- Prance, Anne E.; Ghillean T. Prance (autores), Kjell Bloch Sandved (fotografía). Bark: The Formation, Characteristics and Uses of Bark Around the World (El corcho, formación, características y usos alrededor del mundo). Timber Press, Incorporated. pp. 176 pg.
- Prance, Ghillean Tolmie (1985). Leaves; The Formation, Characteristics and Uses of Hundreds of Leaves in all Parts of the World (Las hojas; formación , características y usos de cientos de hojas y todos los lugares del mundo). Fotos de Kjell B. Sandved. New York: Crown Publishers. pp. 244 pg.
- Sandved, Kjell B. (1982). Konstlexikon (Léxico de árte) (en sueco). I-II. A-L & M-Ö. Traducido al sueco por Tord Bæckström. Estocolmo:Kulturhistoriska förlaget. 2170 pg.
- Sandved, Kjell B.; Michael G. Emsley (autor). Insect Magic (Magia de los insectos). Ed. Penguin 128 pg.
- Sandved, Kjell B. (1977). Butterflies (Mariposas). Ed. Harry N Abrams. 176 pg.
- Sandved, Kjell B. (1975). Butterfly magic (Magia de mariposas). Ed. Pelham. 128 pg.
- Sandved, Kjell B. (1965). The world of music, A treasury for listener and reader (El mundo de la música, un tesoro para oyentes y lectores). Assosiate editors R. H. Hill and K. Claussen. 2239 pg.
- Sandved, Kjell B. (1963). The world of music (El mundo de la música). Abradale Press. 1516 pg.
- Sandved, Kjell Bloch (1979) (fotografía), and Emsley, Michael (texto). Rain Forests and Cloud Forests (Selvas tropicales y bosques húmedos). Ed. Harry N. Abrams, Inc., Publishers, New York.
- Sandved, Kjell B.. (1976) Shells in colour (Conchas en color). Ed. Penguin.

## Enlaces
- Butterfly Alphabet - Sitio oficial (en inglés).

Facebook: https://www.facebook.com/pages/Kjell-Bloch-Sandved/108170222544397 (página comunitaria)
- Datos: Q1292668